# Riparo Dalmeri

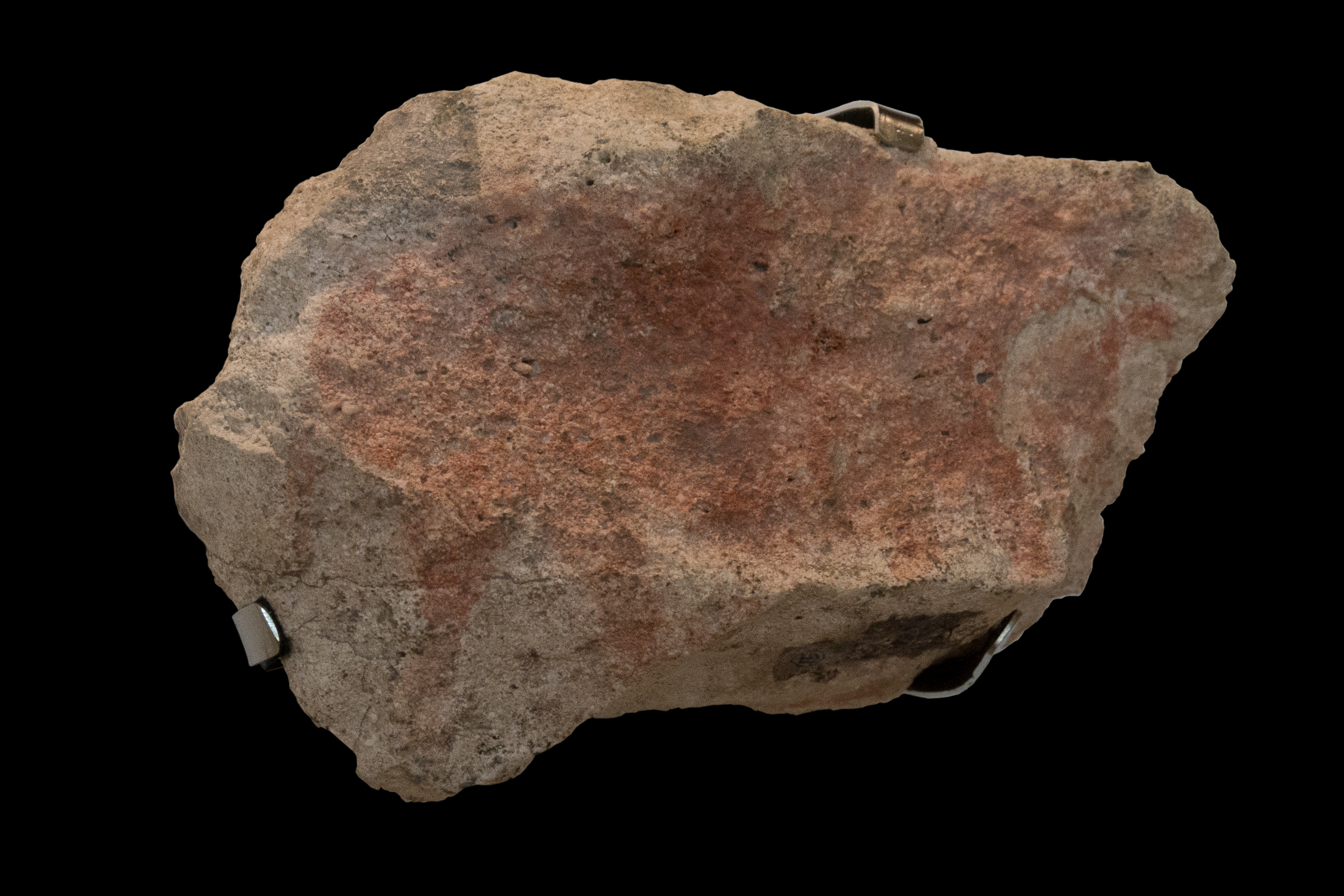
Darstellung eines Rindes, mit Ocker bemalte Kalksteinplatte, 358 g, 12,1 × 7,5 × 3,8 cm

Riparo Dalmeri (ital. riparo = dt. Abri; engl. rockshelter) ist ein über dem Valsugana bei Grigno in den italienischen Ostalpen  gelegener Abri.
Durch Auswertung zahlreicher archäologischer Ausgrabungen konnten dort wesentliche Erkenntnisse über die Lebensumstände und Jagdgewohnheiten der Jäger und Sammler des alpinen Raumes gewonnen werden, die hier im späten Jungpaläolithikum vor rund 13.000 Jahren lebten. Der außergewöhnliche Reichtum an Faunaresten sowie hunderte figürlich und abstrakt bemalte Kalksteinplatten machen den Abri zu einem der bedeutendsten Fundplätze der italienischen Urgeschichte und des Alpenraumes.

## Geographische Lage
Der Riparo Dalmeri liegt am Nordrand der geographisch zur Hochebene der Sieben Gemeinden und administrativ zur Provinz Trient gehörenden Marcesina-Hochebene auf 1240 m s.l.m., rund 3,5 km südsüdwestlich von Grigno, am oberen Ende einer kleinen bewaldeten, dem Valsugana zugewandten Schlucht. Er ist über einen geschotterten, für Kraftfahrzeuge gesperrten Waldweg zu erreichen.

## Topographie
Die Halbhöhle entstand im anstehenden, geschichteten Kalksteinfels durch erosive Prozesse während des letzteiszeitlichen Maximums. Er öffnet sich bogenförmig über eine Länge von 30 Metern nach Nordosten. Bei einem Überhang von bis zu sieben Metern und einer maximalen Höhe von vier Metern bietet er eine rund 60 m² große vor Witterungseinflüssen geschützte Fläche.

## Archäologische Untersuchungen
Der Felsüberhang wurde im Frühjahr 1990 von dem italienischen Geologen und Paläoanthropologen Giampaolo Dalmeri entdeckt. Eine Sondage im Herbst desselben Jahres lieferte erste Spuren einer steinzeitlichen Besiedlung. In zahlreichen Grabungskampagnen wurden zwischen 1991 und 2009 große Flächen unter und vor dem Felsüberhang ergraben. Unter mehr als zwei Meter mächtigen warmzeitlichen Ablagerungen wurden zwei Horizonte menschlicher Begehung identifiziert. Anhand von Holzkohlen konnte deren 14C-Alter auf 13.300 ± 100 cal BP bzw. 13.000 ± 100 cal BP datiert werden. Kulturell werden sie daher in das späte Epigravettien gestellt. Das Lager wurde wahrscheinlich meist während der Sommer- und Herbstmonate aufgesucht.
Anhand von Pfostenlöchern und einer scharf abgegrenzten Kontur mit vier Metern Durchmesser konnte zentral unter dem Felsvorsprung eine zelt- oder hüttenartige Konstruktion nachgewiesen werden. Ungewöhnlich ist, dass sich die Zugangsöffnung wahrscheinlich auf der Wetterseite befand.

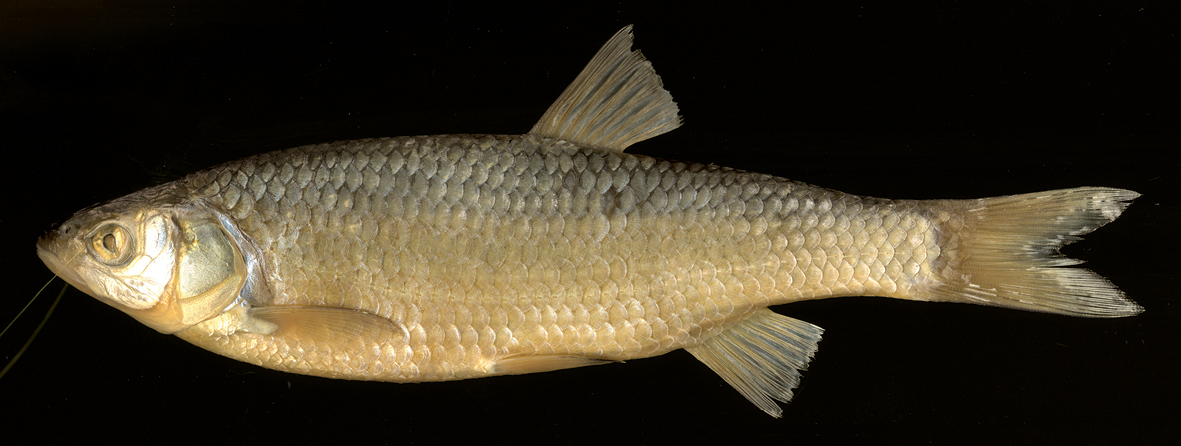
Squalius squalus, eine Karpfenart die im Brenta gefangen wurde

Über 100.000 Faunenreste wie Geweihe,  Hörner, Knochen und Zähne konnten freigelegt und bestimmt werden, darunter auch vier menschliche Milchzähne. An zahlreichen Knochen fanden sich Schnitt- und Schlagspuren. Rund 90 % der Schlachtabfälle stammten vom Alpensteinbock, der folglich die bevorzugte Jagdbeute war. Auch Süßwasserfischerei konnte nachgewiesen werden, vor allem der Fang von Barbe, Äsche, Forelle, Hecht und Italienischer Döbel (Squalius squalus). Gefischt wurde wohl im rund 1000 Höhenmeter tiefer gelegenen Fluss Brenta.
Aber auch Auerhuhn und Wachtel wurden gejagt. Möglicherweise wurden größere Fleischstücke durch Trocknung und Räuchern konserviert und in einem der umgebenden Täler verspeist. Auch wurden Felle zurechtgeschnitten und gegerbt. 
Zwischen 2001 und 2007 wurden 265 mit Ocker bemalte Kalksteinplatten und -blöcke entdeckt, die möglicherweise aus religiösen Motiven angefertigt worden waren. Neben 27 Tier- und 10 Menschendarstellungen fanden sich Handabdrücke sowie weitere figurative und abstrakte Elemente. Zum Bemalen wurden Substanzen verwendet, deren Einsatz eine Reihe von Fertigkeiten erfordert. Zu diesen Substanzen zählen Goethit, Hämatit, aus denen verschiedene Ocker- und Rottöne sowie weiße Farben mit einer Reihe von Schattierungen gewonnen wurden und Mondmilch. In der Umgebung des Lagers wurde nur Goethit nachgewiesen, so dass die Jäger und Sammler die übrigen Farbstoffe mitgeführt haben müssen oder Goethit durch Erhitzung auf mindestens 300 °C in Hämatit umgewandelt wurde.